# Élections sénatoriales de 2014 dans les Alpes-de-Haute-Provence
Les élections sénatoriales de 2014 dans les Alpes-de-Haute-Provence ont lieu le dimanche 28 septembre 2014. Elles ont pour but d'élire le sénateur représentant le département au Sénat pour un mandat de six années.

## Rappel des résultats de 2008
| Candidat et parti politique | Candidat et parti politique | Candidat et parti politique | Premier tour | Premier tour |
| Candidat et parti politique | Candidat et parti politique | Candidat et parti politique | Voix         | %            |
| --------------------------- | --------------------------- | --------------------------- | ------------ | ------------ |
|                             | Claude Domeizel             | PS                          | 270          | 54,22        |
|                             | Michel Lanfranchi           | UMP                         | 146          | 29,32        |
|                             | Alain Sfrecola              | PCF                         | 53           | 10,64        |
|                             | Philippe Berrod             | Verts                       | 19           | 3,82         |
|                             | Joëlle Tebar                | UMP                         | 10           | 2,01         |
|                             | Mireille d'Ornano           | FN                          | 0            | 0,00         |
|                             |                             |                             |              |              |
| Inscrits                    | Inscrits                    | Inscrits                    | 505          | 100,00       |
| Abstentions                 | Abstentions                 | Abstentions                 | 4            | 0,79         |
| Votants                     | Votants                     | Votants                     | 501          | 99,21        |
| Blancs et nuls              | Blancs et nuls              | Blancs et nuls              | 3            | 0,59         |
| Exprimés                    | Exprimés                    | Exprimés                    | 498          | 98,61        |

## Sénateur sortant
| Sénateur | Sénateur        | Parti | Fonctions lors de l'élection en 2008 |
| -------- | --------------- | ----- | ------------------------------------ |
|          | Claude Domeizel | PS    | Sénateur sortant                     |

## Présentation des candidats
Les nouveaux représentants sont élus pour une législature de 6 ans au suffrage universel indirect par les grands électeurs du département. Dans les Alpes-de-Haute-Provence, le sénateur est élu au scrutin majoritaire à deux tours. Ils sont 8 candidats dans le département, chacun avec un suppléant.
| N°  | Candidats | Candidats                 | Parti | Principales fonctions                                                |
| --- | --------- | ------------------------- | ----- | -------------------------------------------------------------------- |
| T01 |           | Brigitte Bonnet           | PS    | Maire de Beaujeu                                                     |
| S01 |           | Jean-Yves Arnaud          | DVG   | Maire de Menat                                                       |
| T02 |           | Marie-Anne Baudoui-Maurel | FN    |                                                                      |
| S02 |           | Marcel Della-Vedova       | FN    |                                                                      |
| T03 |           | Jacques Depieds           | DVD   | Président de la CC de Haute-Provence, maire de Mane                  |
| S03 |           | Élisabeth Collombon       | DVD   | Maire de Vaumeilh                                                    |
| T04 |           | Bernard Jeanmet-Peralta   | UMP   | Président de Durance-Luberon-Verdon Agglomération, maire de Manosque |
| S04 |           | Sophie Vaginay            | UMP   | Adjointe au maire de Barcelonnette                                   |
| T05 |           | Jean-Yves Roux            | PS    | Conseiller régional, conseiller général                              |
| S05 |           | Liliane Leconte           | PS    | Adjointe au maire de Sainte-Tulle                                    |
| T06 |           | Colette Charriau          | EELV  |                                                                      |
| S06 |           | Michel Watt               | EELV  |                                                                      |
| T07 |           | Hubert Morel              | DVG   |                                                                      |
| S07 |           | Yvette Signori            | DVG   |                                                                      |
| T08 |           | Michel Grambert           | PCF   | Maire de Selonnet                                                    |
| S08 |           | Michèle Bizot-Gastaldi    | PCF   | Conseillère générale, maire de La Palud-sur-Verdon                   |

## Résultats
| Candidat et parti politique | Candidat et parti politique | Candidat et parti politique | Premier tour | Premier tour | Second tour | Second tour |
| Candidat et parti politique | Candidat et parti politique | Candidat et parti politique | Voix         | %            | Voix        | %           |
| --------------------------- | --------------------------- | --------------------------- | ------------ | ------------ | ----------- | ----------- |
|                             | Bernard Jeanmet-Peralta     | UMP                         | 137          | 25,46        | 162         | 31,21       |
|                             | Jean-Yves Roux              | PS                          | 127          | 23,61        | 214         | 41,23       |
|                             | Jacques Depieds             | DVD                         | 114          | 21,19        | 134         | 25,82       |
|                             | Brigitte Bonnet             | PS                          | 79           | 14,68        |             |             |
|                             | Michel Grambert             | PCF                         | 46           | 8,55         |             |             |
|                             | Colette Charriau            | EELV                        | 16           | 2,97         |             |             |
|                             | Marie-Anne Baudoui-Maurel   | FN                          | 14           | 2,60         | 9           | 1,73        |
|                             | Hubert Morel                | DVG                         | 5            | 0,93         |             |             |
|                             |                             |                             |              |              |             |             |
| Inscrits                    | Inscrits                    | Inscrits                    | 547          | 100,00       | 547         | 100,00      |
| Abstentions                 | Abstentions                 | Abstentions                 | 3            | 0,55         | 2           | 0,37        |
| Votants                     | Votants                     | Votants                     | 544          | 99,45        | 545         | 99,63       |
| Blancs                      | Blancs                      | Blancs                      | 2            | 0,37         | 15          | 2,75        |
| Nuls                        | Nuls                        | Nuls                        | 4            | 0,74         | 11          | 2,02        |
| Exprimés                    | Exprimés                    | Exprimés                    | 538          | 98,90        | 519         | 95,23       |